# Maria Płachecka-Gutowska
Maria Magdalena Płachecka-Gutowska, znana pod pseudonimami „Dźwina” i „Mulka” (ur. 1 sierpnia 1920 w Łodzi, zm. 14 stycznia 2018 w Warszawie) – polska lekarka, pielęgniarka, profesor nauk medycznych. Specjalizowała się w zagadnieniach z zakresu interny, immunologii klinicznej, medycyny sportowej, schorzeń krwi i układu krwiotwórczego oraz chorób reumatycznych. Wykładowca i profesor Akademii Medycznej w Łodzi, pracownik naukowy Narodowego Instytutu Geriatrii, Reumatologii i Rehabilitacji w Warszawie.
Członkini Związku Walki Zbrojnej, harcerka, powstaniec warszawski, sanitariuszka AK a w późniejszym czasie także oficer Wojska Polskiego w stopniu podporucznika. Leczyła między innymi rannych w bitwie nad Bzurą, członków Związku Literatów Polskich  i Związku Kompozytorów Polskich.

## Życiorys
Córka Witolda Płacheckiego i Anieli Gadomskiej. Miała dwoje rodzeństwa, brata Jana i siostrę Hannę. Początkowo uczyła się w Państwowym Gimnazjum Żeńskim im. Emilii Sczanieckiej w Łodzi (dzisiejsze IV Liceum Ogólnokształcące), później przeniosła się do Żyrardowa, gdzie ukończyła miejscowe gimnazjum im. Adama Skwarczyńskiego. W 1938 uzyskała świadectwo dojrzałości. Na przestrzeni lat studiowała na kilku uczelniach: Wydziale Lekarskim Uniwersytetu Warszawskiego, Uniwersytecie Ziem Zachodnich, i Wydziale Lekarskim Uniwersytetu Poznańskiego. Naukę pobierała także w Warszawskiej Szkole Pielęgniarek. 
W czasie II wojny światowej pracowała w jednym z żyrardowskich szpitali. Działalność konspiracyjną rozpoczęła w 1941 roku. Jednym z jej głównych zadań było ustalenie ilości i rodzaju sprzętu produkowanego przez okupantów w Miejskich Zakładach Sanitarnych w Warszawie. Przed wybuchem powstania warszawskiego zdołała zdać jeszcze egzamin z fizjologii, który miał pomóc jej w rozpoczęciu współpracy z profesorem Julianem Walawskim w Katedrze i Zakładzie Patologii Ogólnej i Doświadczalnej Warszawskiego Uniwersytetu Medycznego. W trakcie powstania pracowała w punkcie sanitarnym przy ulicy Wspólnej, pełniła również rolę asystentki przy operacjach przeprowadzanych przez Eugeniusza Zarzyckiego w Szpitalu Polowym przy ulicy Przemysłowej. Kilka dni później wskutek ataków Niemców siedzibę szpitala przeniesiono na ulicę Czerniakowską. Po upadku Czerniakowa została wywieziona do obozu przejściowego w Pruszkowie, z którego udało się jej później wydostać. 
Po wojnie kontynuowała pracę pielęgniarki oraz karierę naukową, w 1964 roku doktoryzowała się. Wyjechała też na roczne stypendium do Paryża. 
Tytuł profesora nauk medycznych nadano jej w 1990 roku. W 2010 roku przeprowadzono z nią wywiad, który zachował się w formie tekstowej. Wywiad ten jest częścią Archiwum Historii Mówionej Muzeum Powstania Warszawskiego.

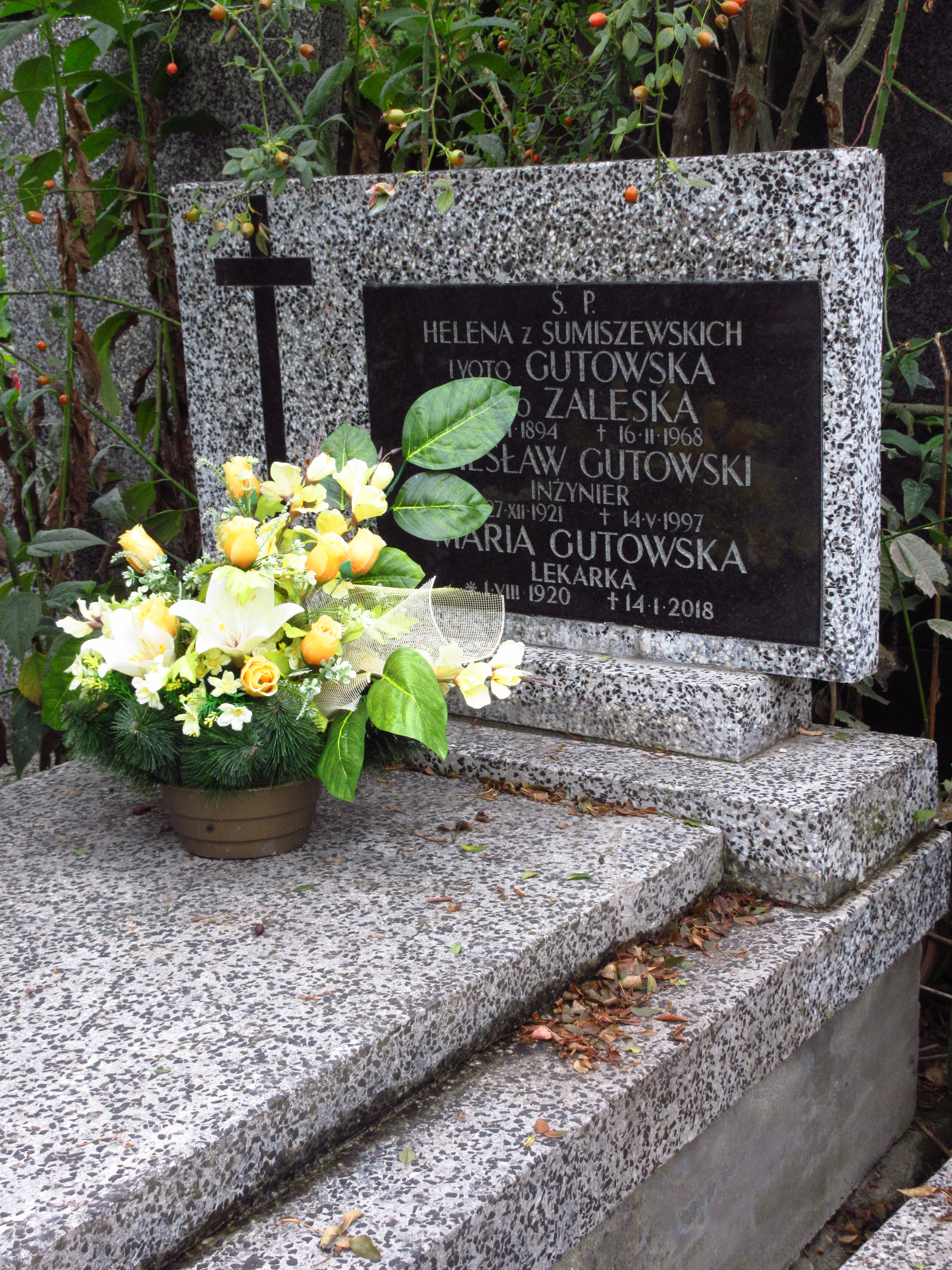
Grób Marii Płacheckiej-Gutowskiej na Cmentarzu Bródnowskim.

Zmarła 14 stycznia 2018 w Warszawie, pochowana w grobie rodzinnym na miejscowym cmentarzu Bródnowskim (kwatera 42H-1-7).

## Odznaczenia i wyróżnienia
Maria Płachecka-Gutowska została uhonorowana między innymi:
- Medalem Wojska

- Warszawskim Krzyżem Powstańczym

- Krzyżem Kawalerskim Orderu Odrodzenia Polski

- Medalem 40-lecia Polski Ludowej

- Krzyżem Walecznych

- Krzyżem Armii Krajowej